# Campaña presidencial de Kamala Harris de 2024
Kamala Harris, la 49.ª y anterior vicepresidenta de los Estados Unidos, anunció su campaña presidencial para 2024 el 21 de julio de 2024, después de que el presidente Joe Biden retirara su candidatura a la reelección y la respaldara ese mismo día. Harris se convirtió en la candidata oficial el 5 de agosto, y seleccionó al gobernador de Minnesota, Tim Walz, como su compañero de fórmula al día siguiente. El resultado fue una derrota frente a su adversario del Partido Republicano, Donald Trump
Harris, miembro del Partido Demócrata, saltó a la fama nacional en 2016 durante su campaña para el Senado de los Estados Unidos. Se hizo más conocida cuando buscó la nominación del partido para las elecciones presidenciales de 2020, pero se retiró de la carrera en 2019. Ella respaldó a Joe Biden y fue elegida su compañera de fórmula en 2020. Después de que Biden y Harris ganaron las elecciones generales, se convirtió en la primera mujer vicepresidenta de los Estados Unidos tras su investidura en 2021.
Harris aboga por una plataforma nacional similar a la de Biden. Harris es la primera mujer de color nominada a la presidencia por un partido político importante; después de Hillary Clinton en 2016, es la segunda mujer candidata de un partido importante. Si es elegida presidenta, se convertirá en la primera mujer y la primera presidenta asiático-estadounidense de Estados Unidos. Después de Herbert Hoover, Richard Nixon y Ronald Reagan, también se convertiría en la cuarta presidenta de California; además, es la primera candidata presidencial y vicepresidencial demócrata de cualquier estado del oeste de Estados Unidos. También se convertiría en la primera vicepresidenta en ejercicio elegida presidenta desde George H. W. Bush. Después de Hubert Humphrey y Walter Mondale, Walz se convertiría en el tercer vicepresidente oriundo de Minnesota.
El 22 de julio, Harris obtuvo el suficiente respaldo de parte de delegados para convertirse en la presunta candidata presidencial demócrata, y se convirtió oficialmente en la candidata del partido después de una votación nominal formal, celebrada del 1 de agosto al 5 de agosto.

## Antecedentes
Harris inició una candidatura inicial a la presidencia en enero de 2019, en ese momento como senador estadounidense por California. En los debates, Harris fue criticada por sus oponentes por su historial como fiscal general de California, en particular por sus posiciones pasadas sobre marihuana, fianzas en efectivo, reforma de la libertad condicional y negligencia en la investigación de mala conducta policial, entre otros. El estancamiento de las encuestas y las luchas por recaudar fondos en noviembre comenzaron a significar un posible fin de su campaña. Dadas las inconsistencias en la dotación de personal, la falta de fondos y una campaña en general mal administrada, se retiró oficialmente de las primarias demócratas en diciembre de 2019. Más tarde, el entonces candidato Joe Biden le pidió a Harris que fuera su compañero de fórmula en agosto de 2020, donde la dupla ganó la nominación y las elecciones presidenciales de 2020.

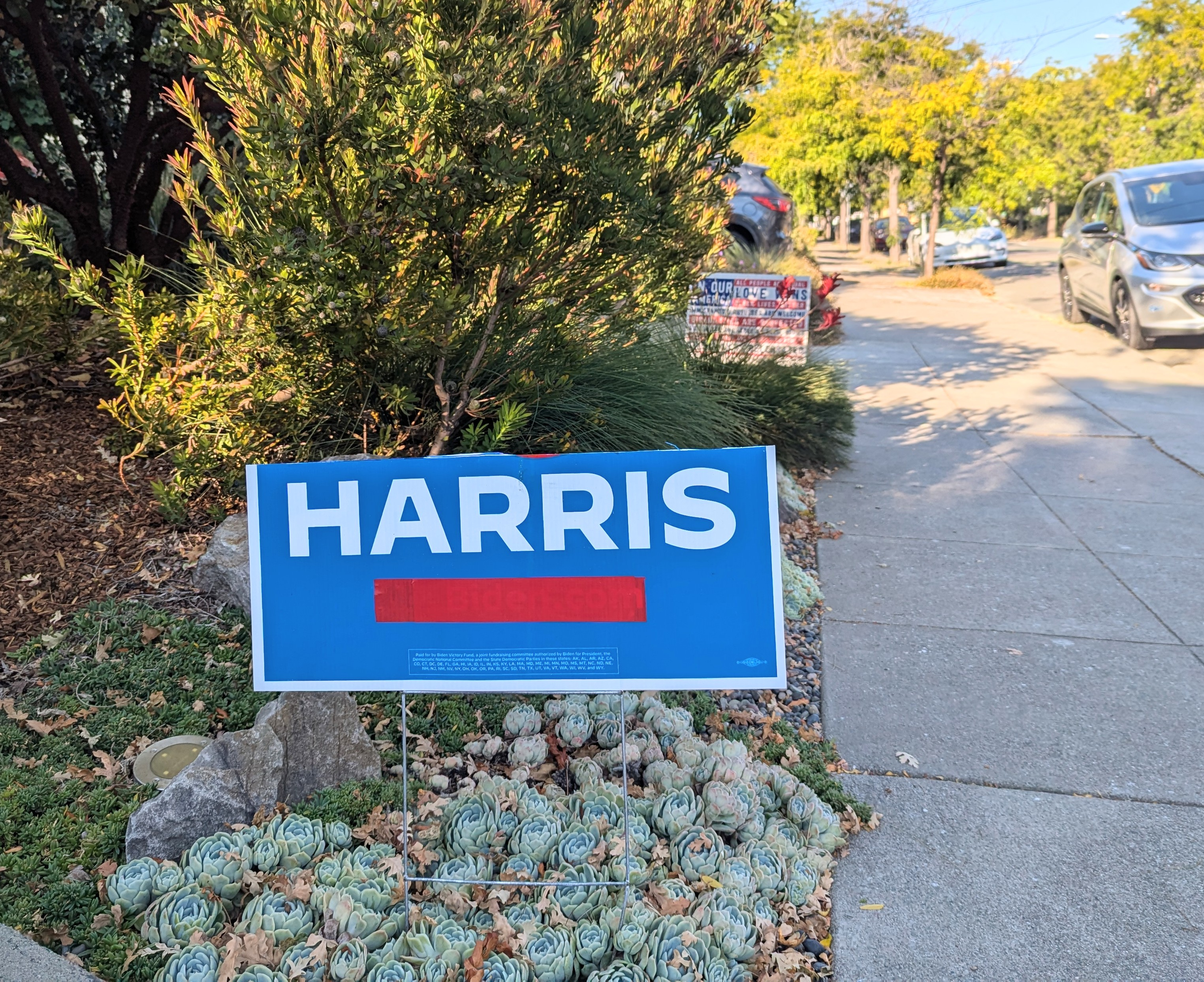
Un cartel de jardín de la campaña Biden/Harris con el nombre de Biden eliminado, en Oakland, California, el día después de que Biden se retirara.

En octubre de 2023, Harris se negó a especular sobre lo que sucedería si el probable candidato demócrata para las elecciones presidenciales de 2024, el entonces presidente Joe Biden, abandonara la carrera. La edad de Joe Biden, que en ese momento era de 80 años, estaba siendo utilizada como crítica por los republicanos. Después del primer debate presidencial el 27 de junio de 2024, aumentaron las preocupaciones sobre la edad y la aptitud del entonces presunto candidato Biden para cumplir un segundo mandato. Biden inicialmente rechazó «agresivamente» la idea de que debería abandonar la carrera.
El 28 de junio, la revista New York escribió que, si bien la mayoría de los demócratas no querían que Harris lo reemplazara, ella sería la opción más probable si él abandonara; tenía índices de aprobación más altos que Biden y otros contendientes demócratas para las elecciones presidenciales de 2028, como Gavin Newsom. En las redes sociales, en reacción al debate, los usuarios que querían a Harris como nominada publicaron un viejo clip de ella preguntando a una audiencia: You think you just fell out of a coconut tree? You exist in the context of all in which you live and what came before you («¿Crees que te acabas de caer de un cocotero? Existes en el contexto de todo en lo que vives y lo que vino antes de ti»), lo que explicó después significa que la «sustancia» de una persona no se crea de forma independiente, sino que es el resultado de su entorno. Este vídeo se convirtió en un meme de Internet y los cocos se convirtieron en un símbolo de la campaña de Harris; La atención que el video atrajo hacia Harris impulsó la idea de que ella fuera la nominada.
El 3 de julio, demócratas de alto nivel estaban discutiendo a Harris como el posible reemplazo de Biden, y las reacciones de varios demócratas a la elección iban desde la «aceptación hasta la inquietud y la resignación». Defendió a Biden, diciendo que el debate «no fue su mejor momento», pero que «el resultado de esta elección no puede determinarse en un día de junio». No obstante, sus aliados comenzaron a elaborar estrategias sobre cómo convertirla en la opción demócrata si él se retiraba. Fue un objetivo frecuente de los discursos durante la Convención Nacional Republicana de 2024 del 15 al 18 de julio, cuando los oradores se refirieron a la presidencia en ejercicio en aquel momento como la presidencia «Biden-Harris». El 17 de julio, la campaña de Donald Trump, el entonces competidor de Joe Biden en las elecciones, se negó a seleccionar un debate para un posible debate vicepresidencial con el candidato a vicepresidente de Trump, J. D. Vance, diciendo: «No sabemos quién va a ser el candidato demócrata a vicepresidente, por lo que no podemos fijar una fecha antes de su convención. Hacerlo sería injusto para Gavin Newsom, J. B. Pritzker, Gretchen Whitmer o quienquiera que Kamala Harris elija como su compañero de fórmula».
El 18 de julio, The Hill informó que en los próximos días Biden daría un discurso sobre su futura carrera política y que los demócratas del Congreso esperaban que Harris fuera el nuevo candidato. Por esta época, diferentes encuestas mostraron que los demócratas tenían confianza o dudaban de su capacidad para ganarle a Trump. El 19 de julio, los demócratas estaban «mapeando silenciosamente» cómo ganaría Harris en las elecciones, pero también se estaban considerando otros candidatos como Gretchen Whitmer y Josh Shapiro. Tras la presión de los demócratas, Biden se retiró de las elecciones del 21 de julio de 2024 y respaldó a Harris como su sucesor 
El 6 de agosto, Kamala Harris, después de varias entrevistas con el gobernador de Pensilvania, Josh Shapiro, el senador de Arizona, Mark Kelly, y el gobernador de Minnesota, Tim Walz, seleccionó a Tim Walz como su compañero de fórmula para vicepresidente en las elecciones generales de 2024.

## Campaña
El 22 de julio, Harris recibió suficientes respaldos de delegados estatales para ganar la nominación y convertirse en la presunta nominada. Si bien los respaldos no fueron vinculantes, CNN estima actualmente que ha conseguido suficientes delegados para ganar la nominación.

### Anuncio
El 21 de julio de 2024, Harris anunció su intención de postularse para la nominación demócrata, y el comité de campaña «Biden for President» presentó la documentación ante la Comisión Federal de Elecciones para cambiar el nombre del comité a «Harris for President».

### Recaudación de fondos
El día que se anunció el retiro, la plataforma demócrata de recaudación de fondos ActBlue informó haber recaudado más de 50 millones de dólares en el mayor recuento de donaciones en un solo día desde la muerte de Ruth Bader Ginsburg en 2020. En las primeras 24 horas de la candidatura de Harris, la campaña presidencial recaudó la mayor cantidad de dinero de cualquier candidato presidencial en la historia, recaudando 81 millones de dólares.

### Acontecimientos
Harris celebró su primer mitin de campaña el 23 de julio de 2024, en el gimnasio del West Allis Central High School, situado en el suburbio de West Allis, en Milwaukee, donde la semana anterior se había celebrado la Convención Nacional Republicana. Según el portavoz de la campaña, Kevin Muñoz, el acto congregó a más público que cualquiera de los celebrados por la campaña de Biden en 2024, ya que esperaba la asistencia de unas 3.000 personas.
Harris utilizó la canción «Freedom» del álbum Lemonade de Beyoncé como canción oficial de su campaña, obteniendo el permiso de Parkwood Entertainment el mismo día del primer mitin y durante toda la campaña.

## Plataforma

### Asuntos domésticos

#### Aborto
Harris apoya las protecciones nacionales para el aborto, que fueron revocadas después de que Dobbs contra Jackson Women's Health Organization (2022) anulara Roe contra Wade (1973). Bajo la administración Biden, hizo una destacada campaña a favor del derecho al aborto.

#### Cambio climático
Harris es una defensora de la justicia ambiental para abordar el impacto del cambio climático en las áreas de bajos ingresos y las personas de color. Bajo Biden, apoyó su legislación climática.

#### Inmigración
Como vicepresidente, Harris invirtió 950 millones de dólares en empresas centroamericanas para abordar las causas de la migración masiva, como la pobreza. Apoyó un proyecto de ley que cerraría la frontera si estuviera demasiado concurrida y financiaría a los agentes de la patrulla fronteriza. Ella cree que el sistema de inmigración está «fallido» y necesita ser arreglado, y dice que la mayoría de los estadounidenses creen esto.

#### Derechos LGBT

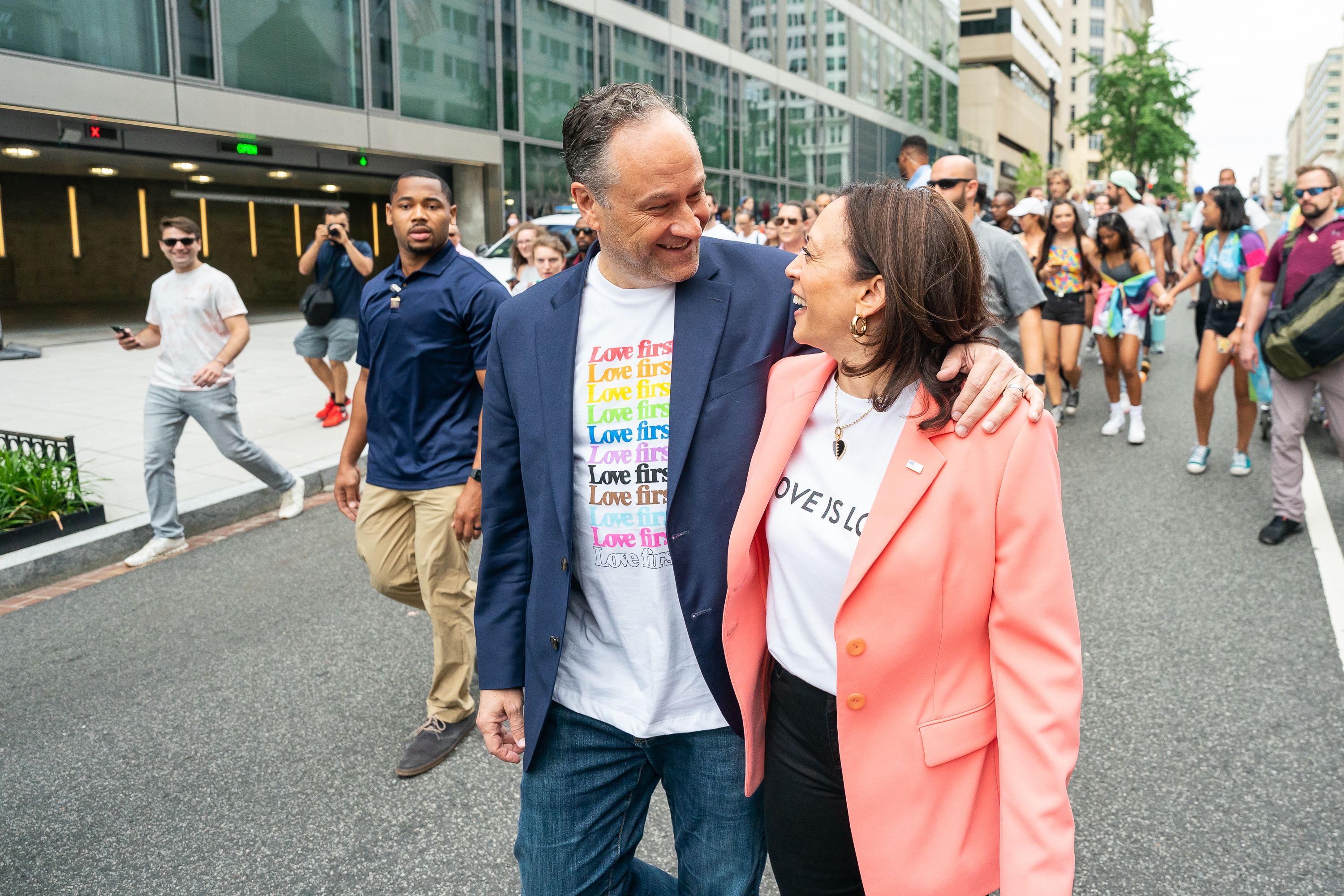
Kamala Harris y Douglas Emhoff participando en Capital Pride Walk and Rally el 12 de junio de 2021.

Harris es una firme partidaria del movimiento LGBTQ. En 2022, el presidente Joe Biden firmó la Ley de Respeto al Matrimonio, que exige que los estados reconozcan los matrimonios entre personas del mismo sexo y los matrimonios interraciales, incluso cuando la Corte Suprema apuntó al matrimonio igualitario. En la ceremonia de firma, Harris y otros pronunciaron discursos, y Biden le entregó a Harris un bolígrafo como reconocimiento a sus años de trabajo por el matrimonio igualitario. En 2023, Harris visitó el Stonewall Inn y denunció ataques legislativos a los derechos de las personas transgénero en estados de todo el país. En julio de 2024, Harris llevó a cabo una recaudación de fondos en el punto importante LGBTQ de Provincetown, Massachusetts.

### Política exterior

#### OTAN y Ucrania
Se espera que Harris siga en general la política exterior de Biden sobre la OTAN y Ucrania, y ha dado señales de que la apoyará a ambas tras la invasión rusa de Ucrania.

#### Israel y Palestina
Partidaria de la solución de dos Estados, Harris es vista como más comprensiva con los palestinos que Biden, quien tiene una larga historia con los líderes israelíes. A pesar de eso, los analistas esperan que la política estadounidense hacia Israel no se vea muy afectada si Harris es elegida. En cuanto a la guerra Israel-Gaza, los analistas esperan que Harris continúe con el enfoque de Biden. Tras el ataque de Hamás a Israel en 2023, Harris apoyó firmemente la ofensiva de Israel, afirmando que «la amenaza que Hamás representa para el pueblo de Israel debe ser eliminada». Sin embargo, desde entonces ha criticado el enfoque de Israel y la crisis humanitaria de Gaza. En marzo de 2024, Harris se opuso a la invasión israelí de Rafah, pidió un alto el fuego inmediato en Gaza, y afirmó que la situación en Gaza es una «catástrofe humanitaria». Ha descrito a los jóvenes estadounidenses que protestan contra las acciones de Israel en Gaza como «mostrando exactamente cuál debería ser la emoción humana», pero dijo que «rechaza absolutamente» algunas de sus declaraciones, a pesar de comprender «la emoción detrás de ellas». En un discurso, USA Today describió a Harris como «cerca de acusar a Israel de crímenes de guerra» cuando dijo que el derecho internacional humanitario debe ser respetado en el conflicto. Exfuncionarios de la administración Biden dijeron en una entrevista a Politico que Harris estaba menos comprometida con la política de Israel y que estaba «cautelosamente optimista» de que la cambiaría. Harris también se negó a presidir un discurso del primer ministro de Israel, Benjamin Netanyahu, el 22 de julio, y en lugar de eso asistió a un evento de campaña, aunque aún se reunirá con él en la Casa Blanca.

#### China

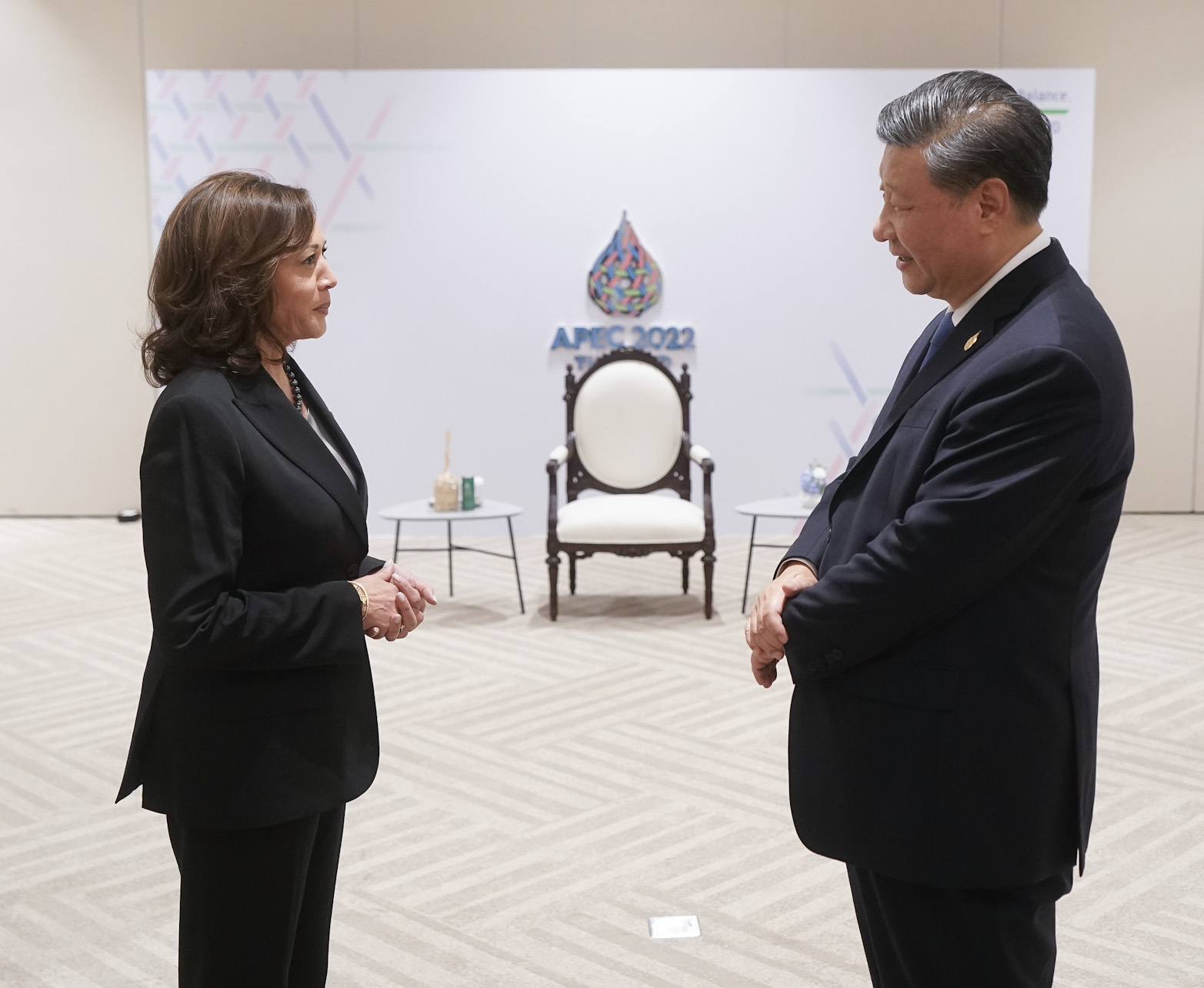
Harris se reúne con Xi Jinping durante el APEC Tailandia 2022.

Durante el debate vicepresidencial de 2020, criticó la imposición de aranceles a las importaciones chinas por parte del expresidente Donald Trump, acusando a los republicanos de perder la guerra comercial con China y, como resultado, perder cientos de miles de empleos. Sin embargo, la mayoría de esos aranceles siguieron vigentes durante la administración Biden.
Harris ha abogado por una «eliminación de riesgos» de Beijing, una política que fomenta la reducción de la dependencia económica occidental de China. Se espera que Harris siga profundizando las alianzas estadounidenses en Asia y el Pacífico con la intención de frenar el creciente poder de China tanto económica como militarmente. Harris se ha pronunciado anteriormente contra los abusos de los derechos humanos en Hong Kong y apoyó la Ley de Política de Derechos Humanos Uigur. Harris ha manifestado anteriormente su apoyo a la autodefensa de Taiwán y criticó el acoso naval chino a los buques filipinos.

#### India

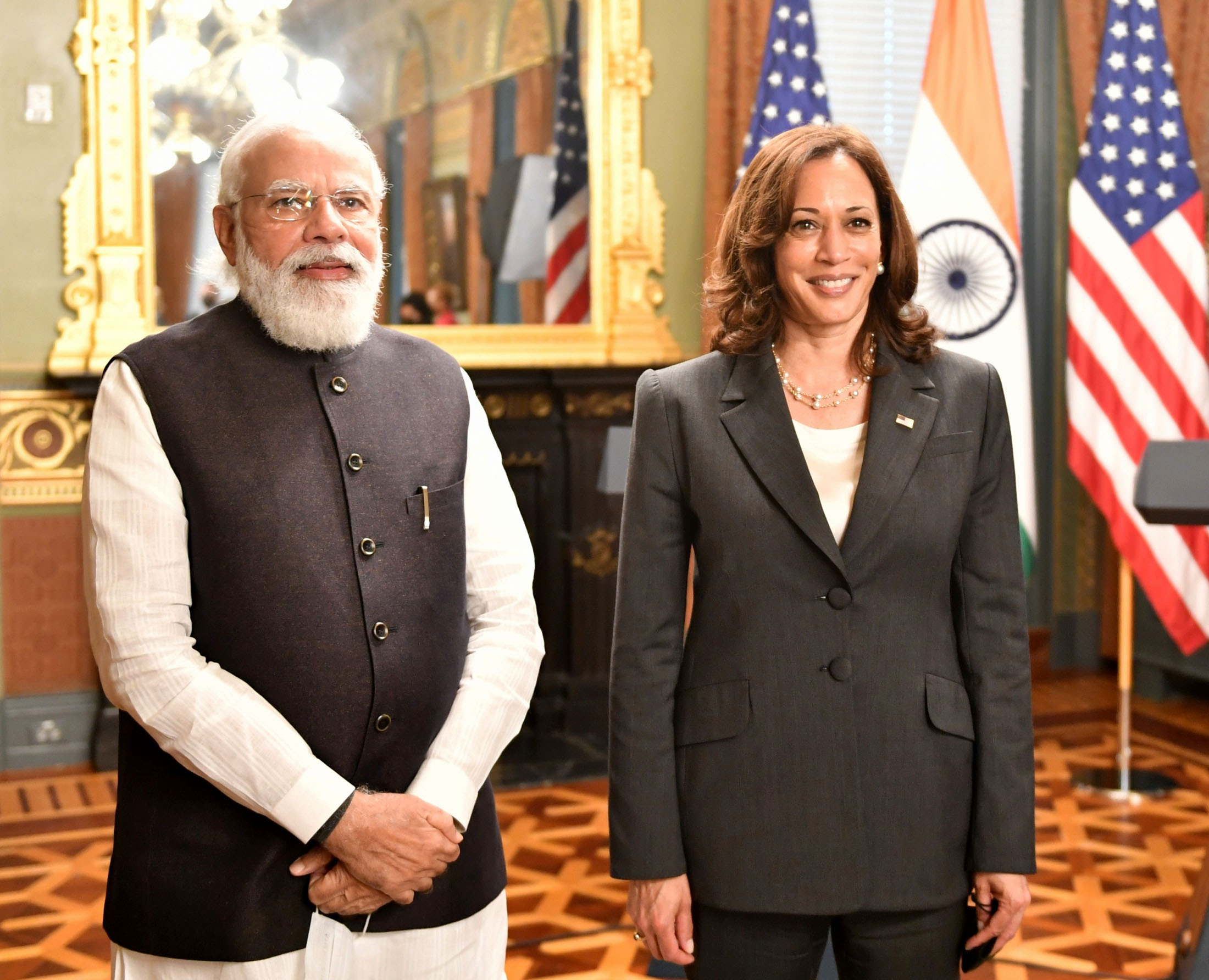
Harris se reúne con Narendra Modi en Washington D. C., en 2021.

En 2019, el primer ministro indio, Narendra Modi, derogó el Artículo 370, poniendo fin al estatus semiautónomo de la Cachemira administrada por India. Harris reprendió la medida y dijo que «debemos recordar a los habitantes de Cachemira que no están solos en el mundo». En 2023, Harris entretuvo a Modi en una cena de estado y elogió al primer ministro indio por su liderazgo.

## Encuestas
A mediados de agosto, Harris ha demostrado estar liderando por un estrecho margen en varias encuestas de elecciones generales y quedando ligeramente atrás en otras. Además, sus índices de favorabilidad aumentaron significativamente entre los demócratas e independientes en las encuestas posteriores al lanzamiento de su campaña.

## Endosos
| Esta sección es un extracto de Elecciones presidenciales de Estados Unidos de 2024 § Kamala Harris (D) . [ editar ] |
| Presidentes - Joe Biden, presidente de los Estados Unidos (2021-2025). - Bill Clinton, presidente de los Estados Unidos (1993-2001). - Barack Obama, presidente de los Estados Unidos (2009-2017). - Jimmy Carter, presidente de los Estados Unidos (1977–1981). Funcionarios - Pete Buttigieg, secretario de Transporte de los Estados Unidos (2021-presente). - Miguel Cardona, secretario de Educación de los Estados Unidos (2021-presente). - Al Gore, vicepresidente de los Estados Unidos (1993-2001). - Hillary Clinton, secretaria de Estado (2009-2013) y primera dama de los Estados Unidos (1993-2001). - Jennifer Granholm, secretaria de Energía de los Estados Unidos (2021-presente). - Deb Haaland, secretaria del Interior de los Estados Unidos (2021-presente). - John Kerry, secretario de Estado (2013-2017). - Gina Raimondo, secretaria de Comercio de los Estados Unidos (2021-presente). - Anthony Scaramucci, director de comunicaciones de la Casa Blanca (2017). - Hilda Solís, secretaria de Trabajo de los Estados Unidos (2009-2013). - Dick Cheney, vicepresidente de los Estados Unidos (2001-2009). Gobernadores - Andy Beshear, gobernador de Kentucky. - Albert Bryan Jr., gobernador de las Islas Vírgenes. - John Carney, gobernador de Delaware. - Roy Cooper, gobernador de Carolina del Norte. - Anthony Evers, gobernador de Wisconsin. - Josh Green, gobernador de Hawái. - Louis Leon Guerrero, gobernador de Guam. - Maura Healey, gobernadora de Massachusetts. - Katie Hobbs, gobernadora de Arizona. - Katherine Hochul, gobernadora de Nueva York. - Jay Inslee, gobernador de Washington. - Laura Kelly, gobernadora de Kansas. - Tina Kotek, gobernadora de Oregón. - Ned Lamont, gobernador de Connecticut. - Michelle Lujan Grisham, gobernadora de Nuevo México. - Daniel McKee, gobernador de Rhode Island. - Janet Mills, gobernadora de Maine. - Wes Moore, gobernador de Maryland. - Phillip Murphy, gobernador de Nueva Jersey. - Gavin Newsom, gobernador de California. - Pedro Pierluisi, gobernador de Puerto Rico. - Jared Polis, gobernador de Colorado. - J. B. Pritzker, gobernador de Illinois. - Josh Shapiro, gobernador de Pensilvania. - Timothy Walz, gobernador de Minnesota. - Gretchen Whitmer, gobernadora de Míchigan. - Arnold Schwarzenegger, gobernador de California (2003-2011). Senadores - Michael Bennet, senador por Colorado. - John Hickenlooper, senador por Colorado. - John Fetterman, senador por Pensilvania. - Bob Casey Jr., senador por Pensilvania. - Kirsten Gillibrand, senadora por New York. - Chuck Schumer, senador por Nueva York. - Alex Padilla, senador por California. - Laphonza Butler, senadora por California. - Debbie Stabenow, senadora por Míchigan. - Gary Peters, senador por Michigan. - Elizabeth Warren, senadora por Massachusetts. - Ed Markey, senador por Massachusetts. - Jeff Merkley, senador por Oregon. - Ron Wyden, senador por Oregon. - Maria Cantwell, senadora por Washington. - Patty Murray, senadora por Washington. - Chris Murphy, senador por Connecticut. - Richard Blumenthal, senador por Connecticut. - Jon Ossoff, senador por Georgia. - Raphael Warnock, senador por Georgia. - Catherine Cortez Masto, senadora por Nevada. - Jacky Rosen, senadora por Nevada. - Cory Booker, senador por New Jersey. - Brian Schatz, senador por Hawái. - Mazie Hirono, senador por Hawái. - Tammy Duckworth, senadora por Illinois. - Dick Durbin, senador por Illinois. - Tim Kaine, senador por Virginia. - Mark Warner, senador por Virginia. - Chris Van Hollen, senador por Maryland. - Ben Cardin, senador por Maryland. - Maggie Hassan, senadora por New Hampshire. - Jeanne Shaheen, senadora por New Hampshire. - Ben Ray Luján, senador por Nuevo México. - Martin Heinrich, senador por Nuevo México. - Jack Reed, senador por Rhode Island. - Sheldon Whitehouse, senador por Rhode Island. - Tammy Baldwin, senadora por Wisconsin. - Sherrod Brown, senador por Ohio. - Bernie Sanders, senador por Vermont. - Peter Welch, senador por Vermont. - Amy Klobuchar, senadora por Minnesota. - Tina Smith, senadora por Minnesota. - Mark Kelly, senador por Arizona. - Joe Manchin, senador por West Virginia. Representantes - Alma Adams, NC-12. - Pete Aguilar, CA-33. - Colin Allred, TX-32. - Gabe Amo, RI-01. - Jake Auchincloss, MA-04. - Becca Balint, VT-AL. - Nanette Barragán, CA-44. - Joyce Beatty, OH-03. - Ami Bera, CA-06. - Don Beyer, VA-08. - Sanford Bishop, GA-02. - Lisa Blunt Rochester, DE-AL. - Jamaal Bowman, NY-16. - Brendan Boyle, PA-02. - Shontel Brown, OH-11. - Nikki Budzinski, IL-13. - André Carson, IN-07. - Troy Carter, LA-02. - Matt Cartwright, PA-08. - Greg Casar, TX-35. - Joaquín Castro, TX-20. - Sheila Cherfilus-McCormick, FL-20. - Katherine Clark, MA-05. - Emanuel Cleaver, MO-05. - Jim Clyburn, SC-06. - Steve Cohen, TN-09. - Lou Correa, CA-46. - Jim Costa, CA-21. - Joe Courtney, CT-02. - Angie Craig, MN-02. - Jasmine Crockett, TX-30. - Jason Crow, CO-06. - Henry Cuellar, TX-28. - Danny Davis, IL-17. - Madeleine Dean, PA-04. - Diana DeGette, CO-01. - Chris Deluzio, PA-17. - Veronica Escobar, TX-16. - Adriano Espaillat, NY-13. - Dwight Evans, PA-03. - Lizzie Fletcher, TX-07. - Valerie Foushee, NC-04. - Lois Frankel, FL-22. - Maxwell Frost, FL-10. - Ruben Gallego, AZ-07. - Robert Garcia, CA-42. - Sylvia Garcia, TX-29. - Vicente González, TX-34. - Al Green, TX-09. - Dan Goldman, NY-10. - Josh Gottheimer, NJ-05. - Val Hoyle, OR-04. - Steven Horsford, NV-04. - Chrissy Houlahan, PA-06. - Glenn Ivey, MD-04. - Jonathan Jackson, IL-01. - Sara Jacobs, CA-51. - Pramila Jayapal, WA-07. - Hakeem Jeffries, NY-08. - Hank Johnson, GA-04. - Marcy Kaptur, OH-09. - Robin Kelly, IL-02. - Tim Kennedy, NY-26. - Ro Khanna, CA-17. - Dan Kildee, MI-08. - Andy Kim, NJ-03. - Annie Kuster, NH-02. - Barbara Lee, CA-12. - Susie Lee, NV-03. - Mike Levin, CA-49. - Stephen Lynch, MA-08. - Jennifer McClellan, VA-04. - Betty McCollum, MN-04. - Jim McGovern, MA-02. - Rob Menendez, NJ-08. - Grace Meng, NY-06. - Kweisi Mfume, MD-07. - Gwen Moore, WI-04. - Seth Moulton, MA-06. - Jerry Nadler, NY-12. - Wiley Nickel, NC-13. - Richard Neal, MA-01. - Joe Neguse, CO-02. - Donald Norcross, NJ-01. - Alexandria Ocasio-Cortez, NY-14. - Ilhan Omar, MN-05. - Frank Pallone, NJ-06. - Bill Pascrell, NJ-09. - Nancy Pelosi, CA-11. - Mary Peltola, AK-AL. - Brittany Pettersen, CO-07. - Dean Phillips, MN-03. - Mark Pocan, WI-02. - Katie Porter, CA-47. - Delia Ramirez, IL-03. - Jamie Raskin, MD-08. - Deborah Ross, NC-02. - Pat Ryan, NY-18. - Jan Schakowsky, IL-19. - Bobby Scott, VA-03. - Terri Sewell, AL-07. - Mikie Sherrill, NJ-11. - Eric Sorensen, IL-17. - Darren Soto, FL-09. - Abigail Spanberger, VA-07. - Melanie Stansbury, NM-01. - Tom Suozzi, NY-03. - Eric Swalwell, CA-14. - Shri Thanedar, MI-13. - Bennie Thompson, MS-02. - Dina Titus, NV-01. - Jill Tokuda, HI-02. - Norma Torres, CA-35. - David Trone, MD-06. - Lauren Underwood, IL-14. - Marc Veasey, TX-33. - Debbie Wasserman Schultz, FL-25. - Maxine Waters, CA-43. - Bonnie Watson Coleman, NJ-12. - Susan Wild, PA-07. - Nikema Williams, GA-05. - Frederica Wilson, FL-21. Organizaciones - Planned Parenthood - Sierra Club - Voters of Tomorrow - VoteVets.org - Voto Latino - Asian American Action Fund - Black Voters Matter - Emily's List - Marcha por nuestras vidas Medios de comunicación - The New York Times - The Economist - The Guardian - Vogue - Daily Kos - Palmer Report - Storm Lake Times Individuales - Michelle Obama, primera dama de los Estados Unidos (2009-2017) - Jessica Alba, actriz. - Jennifer Aniston, actriz. - Chris Evans, actor. - Scarlett Johansson, actriz. - Robert Downey Jr., actor. - Matt Damon, actor. - Leonardo DiCaprio, actor. - Robert De Niro, actor. - Jennifer Lawrence, actriz. - Jason Bateman, actor. - Mark Hamill, actor. - Jennifer Garner, actriz. - Mark Ruffalo, actor. - Julianne Moore, actriz. - Jamie Lee Curtis, actriz. - Chloë Grace Moretz, actriz. - Anne Hathaway, actriz. - Taylor Swift, cantante. - Billie Eilish, cantante. - Finneas O'Connell, productor musical. - Selena Gomez, cantante. - Olivia Rodrigo, cantante. - Jennifer Lopez, cantante. - Katy Perry, cantante. - Lady Gaga, cantante. - Ariana Grande, cantante. - Eminem, rapero. - Luis Fonsi, cantante. - Bad Bunny, cantante - Marc Anthony, cantante. - Quentin Tarantino, director de cine. - J. J. Abrams, director, productor y guionista. - Mark Henry, luchador. - Utkarsh Ambudkar actor. - Elizabeth Banks, actriz. - Cardi B, cantante. - Cher, cantante. - Drew Carey, actor. - Lynda Carter, actriz. - George Clooney, actor. - Mick Foley, luchador. - Andy Cohen, presentador. - Misha Collins, actor. - Blake Cooper, actor. - Stephen Curry, deportista. - Lebron James, deportista. - Jesse Tyler Ferguson, actor. - Dave Bautista, actor y luchador. - Jeff Bridges, actor y músico. - Mel Brooks, actor, director y productor. - Yvette Nicole Brown, actriz. - LeVar Burton, actor. - Michael Connelly, escritor. - Michael Rosenbaum, actor. - John Cusack, actor. - Sally Field, actriz. - Melinda Gates, empresaria. - Tony Goldwyn, actor. - Joseph Gordon-Levitt, actor. - Mariska Hargitay, actriz. - Reed Hastings, empresario. - Carl Hiaasen, periodista y escritor. - Dylan Baker, actor. - Reid Hoffman, empresario. - Jason Isbell, cantautor y guitarrista. - Kesha, cantante. - Mindy Kaling, actriz. - Michael Keaton, actor. - Carole King, cantante y compositora. - Stephen King, escritor. - Spike Lee, director de cine, guionista y productor. - John Legend, cantante. - Don Lemon, periodista. - Laura Lippman, periodista y novelista. - Lizzo, rapera y cantante. - Attica Locke, escritora. - Eva Longoria, actriz. - Julia Louis-Dreyfus, actriz. - Demi Lovato, cantante. - Katie McGrath, actriz. - Matthew Modine, actor. - Maren Morris, cantante y compositora. - Bill Nye, educador de ciencia y presentador. - Lupita Nyong'o, actriz. - Willie Nelson, cantante. - Nick Offerman, actor. - Pink, cantante. - Sarah Jessica Parker, actriz. - Mandy Patinkin, actor. - Aubrey Plaza, actriz. - Geraldo Rivera, presentador. - Linda Ronstadt, cantante. - Amy Schumer, actriz y comediante. - Alexander Soros, empresario. - Octavia Spencer, actriz. - Bruce Springsteen, cantante. - Howard Stern, locutor y presentador. - Ben Stiller, actor. - Barbra Streisand, actriz, cantante y compositora. - Cecily Strong, actriz. - Bella Thorne, actriz y cantante. - George Wallace, comediante. - Kerry Washington, actriz. - Sam Waterston, actor. - Sigourney Weaver, actriz. - Oprah Winfrey, presentadora. - Stevie Wonder, cantautor. - Lil Nas X, rapero. - Charli XCX, cantante. - Neil Young, cantante. Funcionarios internacionales - Luiz Inácio Lula da Silva, presidente de Brasil (2003-2010, 2023-presente). - Gustavo Petro, presidente de Colombia (2022-presente). - Jacinda Ardern, primera ministra de Nueva Zelanda (2017-2023). - Cellou Dalein Diallo, primer ministro de Guinea (2004-2006). - Vicente Fox, presidente de México (2000-2006). - Pedro Sánchez, presidente del gobierno de España (2018-presente) - Yolanda Díaz, vicepresidenta del gobierno de España (2021-presente) - Albin Kurti, primer ministro de Kosovo (2021-presente). |

|  |